# Destiny (album, Stratovarius)
Destiny je album finské power metalové skupiny Stratovarius. Je to jedno z jejich nejprogresivnějších alb.

## Seznam skladeb
1. "Destiny" – 10:15
2. "S.O.S." – 4:15
3. "No Turning Back" – 4:22
4. "4000 Rainy Nights" – 6:00
5. "Rebel" – 4:16
6. "Years Go By" – 5:14
7. "Playing With Fire" – 4:15
8. "Venus in the Morning" – 5:35
9. "Anthem of the World" – 9:31
10. "Cold Winter Nights" – 5:12 (bonusová skladba v Evropě)
11. "Dream With Me" – 5:13 (bonusová skladba v Japonsku)
12. "Blackout (Scorpions cover)" – 4:08 (bonusová skladba v USA)

## Obsazení
- Timo Kotipelto – zpěv
- Timo Tolkki – kytara
- Jari Kainulainen – basová kytara
- Jens Johansson – klávesy
- Jörg Michael – bicí

## Pozice v žebříčcích
| Rok  | Žebříček      | Pozice |
| ---- | ------------- | ------ |
| 1998 | Finnish Chart | #1     |